# Этовна
Этовна — посёлок в Верхнеуральском районе Челябинской области России. Входит в состав Петропавловского сельского поселения.

## История
В 1963 году решением исполнительного комитета Челябинского (сельского) областного совета депутатов трудящихся зарегистрирован населённый пункт при отделении «Этовна» Петропавловского совхоза — посёлок Этовна.

## Население
| 2002 | 2010 |
| ---- | ---- |
| 314  | ↘217 |

## Улицы
- ул. Клубная,
- ул. Лесная,
- ул. Молодёжная,
- ул. Первоцелинников.